# برايان سميث (لاعب هوكي الجليد)
برايان سميث هو لاعب هوكي الجليد كندي، ولد في 6 ديسمبر 1937 في غريتر سودبوري في كندا.

## وصلات خارجية
- برايان سميث على موقع دوري الهوكي الوطني (الإنجليزية)
- برايان سميث على موقع EliteProspects.com (الإنجليزية)
- برايان سميث على موقع HockeyDB.com (الإنجليزية)
- برايان سميث على موقع Hockey-Reference.com (الإنجليزية)